# Stanley Vollant
Pour les articles homonymes, voir Vollant.
Stanley Vollant, né le 2 avril 1965 à Québec, est un chirurgien, professeur et conférencier innu ayant grandi dans la réserve de Pessamit, située aux abords du fleuve Saint-Laurent sur la Côte-Nord, au Québec. Chirurgien général et spécialisé en laparoscopie, il est le premier autochtone québécois à devenir chirurgien en 1994. 
Impliqué dans de nombreuses causes sociales, il est notamment connu pour avoir initié l'Innu meshkenu (« Le chemin Innu »), une marche de 6 000 kilomètres visant à sensibiliser les populations autochtones de l’Est du Canada aux saines habitudes de vie et à promouvoir les enseignements des Premières Nations,,.

## Biographie
Dès son plus jeune âge, Stanley Vollant bénéficie des enseignements traditionnels de son grand-père qui lui enseigne toute l’importance des valeurs communautaires. Il poursuit ensuite son éducation secondaire et postsecondaire dans la région de Québec avant d’obtenir en 1989 son diplôme de docteur en médecine de l’Université de Montréal, formation qu’il complétera en 1994 avec un diplôme d’étude spécialisée en chirurgie générale. Il devient alors le tout premier chirurgien autochtone du Québec.
Après avoir passé dix années comme chirurgien général au Centre hospitalier régional de Baie-Comeau, il se retrouve au service de chirurgie générale du Centre de santé et de services sociaux de Chicoutimi en 2003 puis à l’Hôpital Montfort d’Ottawa. Ses compétences en laparoscopie lui permettent d'ailleurs de se tailler une estimable réputation dans le milieu. Il devient aussi professeur adjoint de chirurgie et directeur du programme autochtone de la faculté de médecine de l’Université d’Ottawa, puis coordonnateur du volet autochtone de la faculté de médecine de l’Université de Montréal. Il continue en parallèle la médecine à la clinique médicale de Pessamit, à l'hôpital Notre-Dame et à l'hôpital de Dolbeau-Mistassini.   
Il occupe également plusieurs fonctions dans diverses associations de médecine, notamment président de l’Association médicale du Québec de 2001 à 2005, membre du conseil exécutif de l’Association médicale canadienne, du Conseil canadien de la santé, du Conseil consultatif des sciences de Santé Canada et du Conseil de la santé et du bien-être du Québec.
En plus d’être conférencier, Stanley Vollant assume régulièrement la présidence d’honneur de plusieurs événements d’envergure,. Il a fait la une de journaux nationaux à plusieurs reprises,,, et est l’objet de documentaires et de très nombreuses entrevues de fond lors d’émissions d’intérêt public.
L’idée de la promotion des saines habitudes de vie au sein des Premières Nations se révèle le principal cheval de bataille de Stanley Vollant,. Il participe à de nombreux projets tels que la mise en place de mini-écoles de médecine afin d’encourager les jeunes autochtones à choisir le domaine de la santé comme carrière.
Après une période de sa vie plus difficile, Stanley Vollant décide d'entreprendre en 2008 un pèlerinage sur le chemin de Compostelle en Espagne. C'est là que naît son idée d'entamer une marche visant à rassembler les peuples autochtones de l'Est du Canada et à encourager la réconciliation et la compréhension entre les autochtones et les allochtones, l’Innu Meshkenu.

## Innu Meshkenu

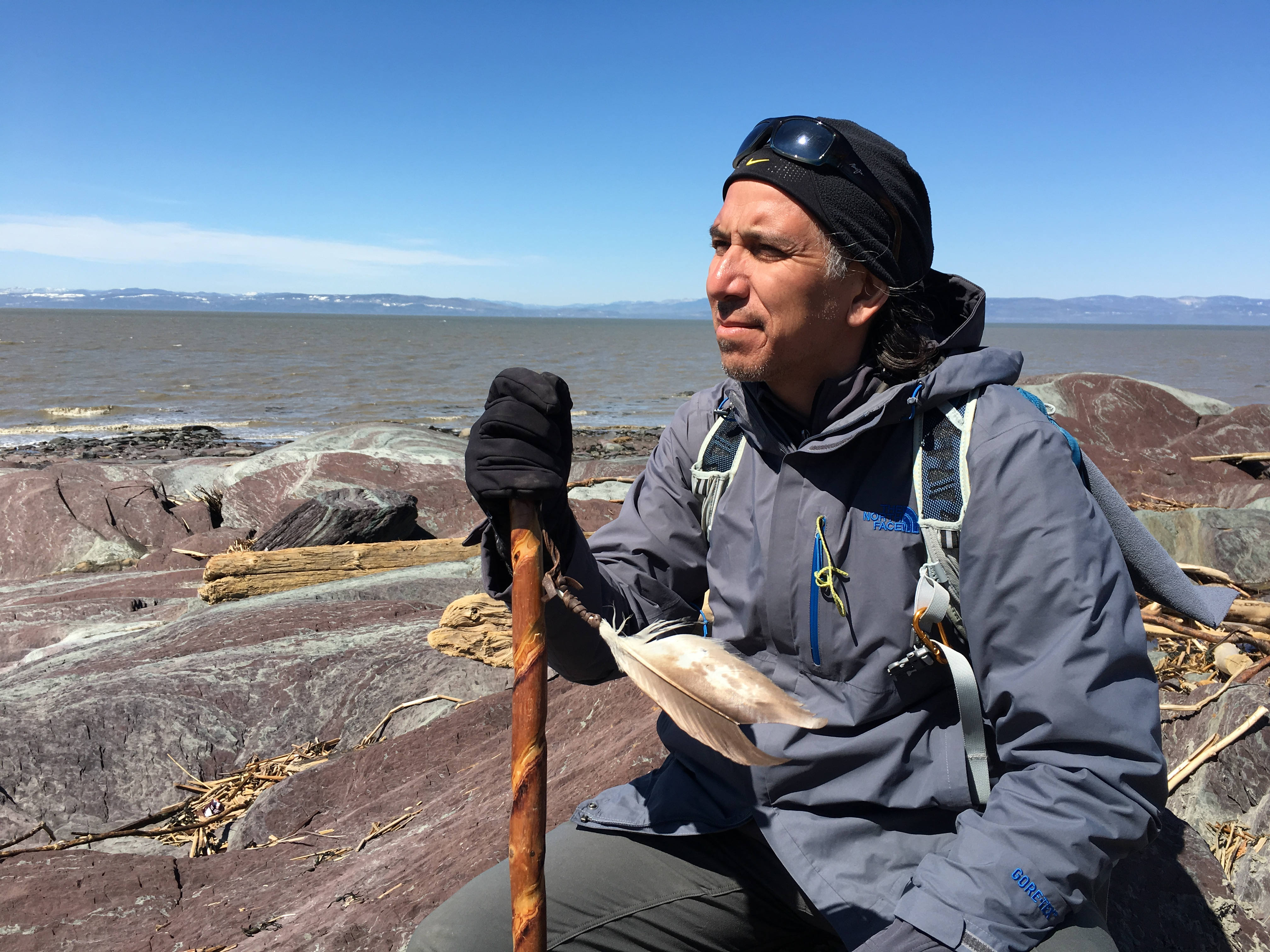
Stanley Vollant sur le bord du fleuve Saint-Laurent lors de la marche de printemps 2016 du Innu Meshkenu.

L'Innu Meshkenu est une marche de 6 000 kilomètres s’échelonnant sur cinq années et entreprise à l’automne 2010 par Stanley Vollant, à travers les communautés autochtones de l'Est du Canada. Au travers du Québec, du Labrador et se rendant en Ontario, le trajet de la marche emprunte le plus souvent possible les sentiers traditionnels empruntés par ses ancêtres.
L'Innu Meshkenu vise principalement à sensibiliser les populations autochtones à propos de deux aspects : la persévérance scolaire et les saines habitudes de vie. Le projet vise également à valoriser l'identité culturelle autochtone. Pour remplir ces objectifs, Stanley Vollant s’arrête dans les écoles et les lieux de rassemblement des communautés qu'il visite et va à la rencontre des gens de tous les âges, notamment des aînés pour recueillir et faire perpétrer les savoirs des Premières Nations en matière de médecine traditionnelle entre autres.
Des groupes de marcheurs autochtones et allochtones se joignent à Stanley Vollant dans les différentes étapes de sa marche. Une fondation, Puamun Meshkenu, est créée en 2016 pour, entre autres, soutenir l'initiative.
L’appellation Innu Meshkenu vient de la langue innue et signifie « Le chemin innu ».

## Puamun Meshkenu
En 2016, Stanley Vollant fonde l'organisme Puamun Meskenu. En innu-aimun, Puamun signifie « rêve » et Meskenu signifie « chemin ». La mission de l'organisme s'organise sur les quatre axes de la vision holistique de la roue du mieux-être utilisée par les Premières Nations, les Métis et les Inuits:
1. L'axe mental: inspirer les membres des Premières Nations, Métis et Inuits en présentant des modèles de réussite;
2. L'axe spirituel: promouvoir les valeurs autochtones et favoriser une meilleure compréhension interculturelle;
3. L'axe affectif: rassembler les communautés et les générations;
4. L'axe physique: améliorer la santé des membres des communautés.

Le 7 octobre 2017, le premier Challenge Stanley Vollant a lieu, une grande marche annuelle de Puamun Meshkenu, sur le mont Royal.

## Distinctions et récompenses
Stanley Vollant reçoit plusieurs distinctions et récompenses en raison de sa carrière, de ses réalisations et de son implication :
- 1996 : Prix du Programme national des modèles autochtones du Gouverneur général
- 2001 : Personnalité de la semaine de La Presse
- 2001 : Personnalité de l'année, catégorie Courage, humanisme et accomplissement personnel de La Presse
- 2004 : Prix National Aboriginal Achievement de Indspire
- 2005 : Prix Médecin de cœur et d’action de l'Association des médecins de langue française du Canada
- 2010 : Parmi les « Quarante médecins qui ont fait l’histoire » selon l’Actualité médicale du Québec
- 2010 : Prix de l’Association de prévention du suicide des Premières Nations et Inuit du Québec et du Labrador
- 2012 : Méritas du meilleur professeur décerné par les étudiants de la Faculté de médecine de l’Université de Montréal
- 2012 : Prix Médecine, culture et société de l'Université de Montréal
- 2012 : Médaille du jubilé de diamant de la reine Élisabeth II
- 2013 : Prix Prestige de l'Association médicale du Québec[22]
- 2013 : Prix de l’Association de prévention du suicide des Premières Nations et Inuit du Québec et du Labrador
- 2014 : Chevalier de l’Ordre national du Québec
- 2016 : Prix Hommage bénévolat-Québec du Ministère de l’Emploi et de la Solidarité sociale
- 2017 : Top 50 des personnes qui font la promotion de la santé au Québec – Campagne WIXX de Québec en forme[23]
- 2017 : Médaille d'or du lieutenant-gouverneur pour mérite exceptionnel
- 2022 : Ordre du Canada, "pour une carrière exemplaire en tant que premier chirurgien autochtone au Québec et pour l’inspiration qu’il apporte aux jeunes générations des Premières Nations"[24].

### Documents pédagogiques
- Ou est Stanley?
- Laurence Lemieux, Tracer son chemin, Bande dessinée.

### Articles de presse
- « Stanley Vollant  : De Compostelle à Kuujjuaq », sur canada.ca, Radio-Canada, 14 mars 2017 (consulté le 11 octobre 2020)
- « Le Dr Stanley Vollant lance une nouvelle étape de sa grande marche Innu Meshkenu à Pikogan », sur canada.ca, Radio-Canada, 8 février 2017 (consulté le 11 octobre 2020)
- « La marche inspirante de Stanley Vollant », sur Le Journal de Montréal (consulté le 11 octobre 2020)
- « Le chirurgien autochtone Stanley Vollant parle de l'importance de l'éducation », sur canada.ca, Radio-Canada, 24 novembre 2016 (consulté le 11 octobre 2020)
- « Le Dr Stanley Vollant préoccupé par la prévalence du diabète chez les Autochtones », sur canada.ca, Radio-Canada, 22 septembre 2016 (consulté le 11 octobre 2020)
- « Stanley Vollant marche et marche pour la cause autochtone », sur lapresse.ca via Wikiwix (consulté le 28 juin 2023)
- « « De Compostelle à Kuujjuaq », entretien avec Stanley Vollant », sur canada.ca, Radio-Canada, 28 octobre 2016 (consulté le 11 octobre 2020)
- « Le Challenge Stanley Vollant ce week-end à Odanak », sur RCI / Français, Radio Canada International, 18 novembre 2016 (consulté le 11 octobre 2020)
- « Nova Média inondée de demandes pour son film Stanley Vollant - De Compostelle à … », sur canada.ca, Radio-Canada, 5 novembre 2016 (consulté le 11 octobre 2020)
- « Le Dr Stanley Vollant sera du Festival du cinéma », sur lafrontiere.ca via Wikiwix (consulté le 28 juin 2023)
- « De futurs médecins  : sources d'espoir pour les jeunes Autochtones », sur canada.ca, Radio-Canada, 9 octobre 2016 (consulté le 11 octobre 2020)
- « Stanley Vollant amorce le dernier virage de sa marche », sur lemanic.ca via Wikiwix, 31 mars 2016 (consulté le 28 juin 2023)
- « La décision du DPCP à Val-d'Or trouve écho dans une marche à Odanak », sur canada.ca, Radio-Canada, 19 novembre 2016 (consulté le 11 octobre 2020)
- « Le chirurgien innu Stanley Vollant amorce une nouvelle étape de sa marche de 6000 km », sur Le Journal de Montréal (consulté le 11 octobre 2020)
- « Le docteur a préféré la vie au suicide », sur Le Journal de Montréal (consulté le 11 octobre 2020)
- « Le Dr Stanley Vollant franchit le cap des 5000 km », sur canada.ca, Radio-Canada, 30 mars 2015 (consulté le 11 octobre 2020)
- « Stanley Vollant, premier diplômé en chirurgie innu », La Presse,‎ 25 avril 2014 (lire en ligne, consulté le 11 octobre 2020)
- « La longue marche du Dr Vollant », sur lapresse.ca via Wikiwix (consulté le 28 juin 2023)
- « 6000 km de marche pour le docteur Stanley Vollant », sur canada.ca, Radio-Canada, 20 septembre 2014 (consulté le 11 octobre 2020)
- « La quête de Stanley Vollant », sur Le Devoir (consulté le 11 octobre 2020)
- « Le «Compostelle autochtone» atteint l’Ungava », sur Le Devoir (consulté le 11 octobre 2020)
- « Université du Québec », sur Université du Québec (consulté le 28 juin 2023)
- « 3000 km à pied pour le Dr Stanley Vollant », sur lapresse.ca via Wikiwix (consulté le 28 juin 2023)
- « Le Dr Stanley Vollant entame la marche automnale 2012 d’Innu Meshkenu », sur uqac.ca via Internet Archive (consulté le 31 décembre 2023)
- « Campagne « Scalpons Stanley! » : Dr Vollant amasse 20 000 $ pour le projet Innu Meshkenu », sur uqac.ca via Wikiwix (consulté le 31 décembre 2023)
- « Le chirurgien innu Stanley Vollant - Marcher pour l'avenir des siens », sur Le Devoir (consulté le 11 octobre 2020)
- « Stanley Vollant veut rassembler son peuple », sur canada.ca, Radio-Canada, 5 octobre 2010 (consulté le 11 octobre 2020)
- « Le Dr Stanley Vollant reçoit un prestigieux prix », sur yahoo.com via Internet Archive (consulté le 31 décembre 2023)
- « http://www.net/compostelle-1987-le-quotidien-actualites-201109-15-01-4447855-la-longue-marche-de-vollant-php »(Archive.org • Wikiwix • Archive.is • Google • Que faire ?)
- Mathieu-Robert Sauvé, « Le Compostelle autochtone », sur lactualite.com, Mishmash Média, 16 décembre 2012 (consulté le 11 octobre 2020)
- http://www.innu-meshkenu.com/wp-content/uploads/2014/02/Communiqué-Dr-Stanley-Vollant-troque-le-bistouri-pour-le-bâton-de-marche-JCF.pdf